# Strizivojna
Strizivojna falu és község Horvátországban, Eszék-Baranya megyében. Közigazgatásilag Merolino Sikirevačko falu tartozik hozzá.

## Fekvése
Eszéktől légvonalban 41, közúton 58 km-re délnyugatra, Diakovártól légvonalban 9, közúton 13 km-re délre, Szlavónia középső részén, a Szávamenti-síkság északi szélén, a Biđ folyó és északi mellékvizei alkotta medencében, a Bródról Vinkovcira menő főút és a Zágráb-Vinkovci, valamint az Eszék-Slavonski Šamac vasútvonal mentén fekszik. Jelentős részét ma is erdő borítja. Belterülete összeér a Bród-Szávamente megyéhez tartozó Vrpoljéval.

## Története
A régészeti leletek tanúsága szerint területe az őskortól fogva lakott volt. A határában fekvő kisebb magaslaton, a „Šimenica” nevű lelőhelyen mezőgazdasági művelés során jelentős mennyiségű cseréptöredék került elő. A leletek a kőrézkori Bádeni kultúrától, a kora bronzkori Vučedoli kultúrán és az urnamezős kultúrán át a vaskorig terjednek.
A Strizivojna név Szlavónia településeinek 1698-as összeírásában fordul elő először írásos formában „Sztrisanyai”, illetve „Strisinyo” alakban. 1702-ben „pagus Sztrisivoina” néven említi Szádeczky Imre a diakovári uradalom részletes leírásában (Conscriptio districtus Diakovensis). Jelenlegi horvát nevén 1725-ben Bakics Péter diakovári püspök említi először. A névvel kapcsolatban az idők során több magyarázat is felmerült. Többen a török uralom idejéből származtatják, amikor ura egy bizonyos Strizi bég lett volna. A másik, valószínűbb magyarázat szerint a középkorban gyakori „Strězivoj” személynév főként Boszniában használatos i-ző nyelvjárású alakjából származik. A diakovári uradalom részeként a diakovári püspökség birtoka volt. 1745-ben a katonai határőrvidék újjászervezésekor a bródi határőrezredhez csatolták. Egyházilag 1785-től a vrpoljei plébániához tartozott, önálló plébániáját 1928-ban alapították. 1830-ban megnyitották a falu első iskoláját.
Az első katonai felmérés térképén „Strissivonje” néven található. Nagy Lajos 1829-ben kiadott művében „Strizivojna” néven 201 házzal, 1049 katolikus vallású lakossal találjuk. A katonai közigazgatás megszüntetése után 1871-ben Verőce vármegyéhez csatolták.
A településnek 1857-ben 1157, 1910-ben 1383 lakosa volt. Verőce vármegye Diakovári járásának része volt. Az 1910-es népszámlálás adatai szerint lakosságának 90%-a horvát, 4%-a magyar, 3%-a szerb, 2%-a német anyanyelvű volt. Az első világháború után 1918-ban az új szerb-horvát-szlovén állam, majd később (1929-ben) Jugoszlávia része lett. 1928-ban megalakult a Strossmayer énekkar. Az egészségügyi központot 1980-ban építették, a falun átvezető főutat 1981-ben aszfaltozták. 1991-től a független Horvátországhoz tartozik. 1991-ben lakosságának 98%-a horvát nemzetiségű volt. Az új önkormányzati épület és a horvát ház a honvédő háború alatt készültek el és az utóbbi években a falu modern iskolaépületet is kapott. 2011-ben a településnek 2525 lakosa volt.

## Lakossága
| Lakosság változása | Lakosság változása | Lakosság változása | Lakosság változása | Lakosság változása | Lakosság változása | Lakosság változása | Lakosság változása | Lakosság változása | Lakosság változása | Lakosság változása | Lakosság változása | Lakosság változása | Lakosság változása | Lakosság változása | Lakosság változása |
| ------------------ | ------------------ | ------------------ | ------------------ | ------------------ | ------------------ | ------------------ | ------------------ | ------------------ | ------------------ | ------------------ | ------------------ | ------------------ | ------------------ | ------------------ | ------------------ |
| 1857               | 1869               | 1880               | 1890               | 1900               | 1910               | 1921               | 1931               | 1948               | 1953               | 1961               | 1971               | 1981               | 1991               | 2001               | 2011               |
| 1.157              | 1.261              | 1.173              | 1.314              | 1.305              | 1.383              | 1.385              | 1.518              | 1.813              | 1.956              | 2.267              | 2.810              | 2.651              | 2.727              | 2.758              | 2.525              |

## Gazdaság
A helyi gazdaság alapja hagyományosan a mezőgazdaság és az állattartás (sertés, szarvasmarha és juh). Jelentős még a fafeldolgozás (fűrészüzem és parkettagyár) is.

## Nevezetességei
Szent Márton tiszteletére szentelt római katolikus plébániatemplomát 1835 és 1837 között építették a régi, szerény fatemplom helyén. 1935 és 1937 között bővítették, ekkor nyerte el mai formáját.

## Kultúra
- A KUD „Šokadija” kulturális és művészeti egyesületet 1968-ban alapították.
- A „Različak” természet és kulturális örökségvédelmi egyesület 1997 óta működik.
- A „Strossmayer” horvát énekkart 1928-ban alapították.
- „Druge” női énekkar számos sikeres fellépéssel
- A „Mitar Dragutinac” irodalmi egyesületet 1998-ban alapították.
- 1998-ban jelent meg az első könyv a településről, mely az iskola 1830 és 2000 közötti történetét dolgozza fel.

## Oktatás
A település első iskoláját 1830-ban nyitották meg. Az iskolában számolást, írást, olvasást és hittant oktattak. Az iskola a határőrség épületében működött, ahol az osztályterem mellett kétszobás tanítói lakás is volt. Az első iskolaépületet 1858-ban nyitották meg a mai iskola helyén. Mivel a szülők ekkor még nem szívesen adták gyermekeiket az iskolába, ami a szegénység és a gyermekek mezőgazdasági munkában való részvétel szükségessége miatt történt az intézmény csak az alapvető oktatásra szorítkozott. A strizivojnai általános iskola 1878-ban négyosztályossá vált. Ekkor 90 tanulója volt, ami az 1871-es törvény értelmében két tanító munkáját tette szükségessé. A tanár állami tisztviselő volt, aki fizetését az iskolai pénztárból kapta. 1900-ban átadták az iskola bővített épületet. 1953-ban újabb teremmel bővítették az intézményt. Az iskola 1955-ben hatosztályos, 1970-ben pedig nyolcosztályos lett. 1972-73-ban felépült az iskola mai épülete, melyet 1999-ben modernizáltak. Az iskola 1976 óta viseli Ivana Brlić-Mažuranić horvát írónő nevét.

## Sport
- Az NK „Šokadija” Strizivojna labdarúgóklub a megyei 2. ligában szerepel.
- Az ŠK Strizivojna sakk-klubot 1972-ben alapították. A klubnak mintegy 50 tagja van, akik közül 20 aktív játékos.
- Az OK Strizivojna röplabdaklubot 2014-ben alapították. A csapat 3. szlavóniai ligában szerepel.

## Egyesületek
A DVD Strizivojna önkéntes tűzoltóegyletet 1933-ban alapították.

## Híres emberek
- A Strizivojna-Vrpolje vasútállomás épületében született 1883. augusztus 15-én Ivan Meštrović világhírű horvát szobrászművész és építész. (Szülei dalmáciaiak voltak, akik mezőgazdasági idénymunkán tartózkodtak Szlavóniában).
- Itt született 1946. november 2-án Stjepan Damjanović nyelvész, akadémikus, egyetemi tanár. 2014-től a Matica Hrvatska elnöke.
- Az 1930-as években a Strizivojna-Vrpolje vasútállomás épületében töltötte gyermekkorát Zvonko Monsider labdarúgókapus és edző.